# En gammel bamses fortælling
En gammel bamses fortælling er en dansk børnefilm fra 2003, der er instrueret af Jon Bang Carlsen efter eget manuskript. Filmen er udgivet på dvd sammen med Min irske dagbog og Min afrikanske dagbog.

## Handling
Simons bamse Carl er næsten lykkelig. Men også kun næsten. Den er nemlig bange for, at Simon en skønne dag vil glemme den, og det er det værste, som kan ske for en bamse. Bamser dør nemlig ikke, de bliver glemt. Da bamsen slår sig ned i Sydafrika sammen med Simon, sker katastrofen. Familien forærer Simon en længe ønsket hundehvalp, og straks glemmer Simon sin gamle bamse. Det desperate kæledyrs værste mareridt bliver til virkelighed, og der er nu kun plads til den nye hundehvalp og de sydafrikanske venner i Simons verden. Han er vokset fra bamser ... og pludselig er Carl helt alene i en fremmed verden.